# Линдау, Пауль
Пауль (Поль) Линдау (нем. Paul Lindau; 1839—1919) — немецкий писатель

, журналист и театральный критик; брат литератора Рудольфа Линдау.

## Биография
Пауль Линдау родился 3 июня 1839 года в городе Магдебурге в семье практикующего врача и позже комиссара юстиции Карла Фердинанда Леопольда Линдау (Левина, 1797—1868), до рождения сына перешедшего из иудаизма в протестантство (1812).
Долгое время он жил в Париже, откуда отправлял статьи в немецкие газеты (изданы под заглавием: «Aus Paris»). В 1864 году вышли его путевые очерки: «Aus Venetien». Литературное признание ему принесли «Harmlose Briefe eines deutschen Kleinstädters» (1870; 2-е изд. 1879) — сатирические очерки, в которых автор остроумно и зло осмеял литературное безвкусие. В таком же задорном духе были написаны «Moderne Märchen für grosse Kinder» (Лейпциг, 1870), «Litterarische Rücksichtslosigkeiten» (Лейпциг, 1870) и «Ueberflüssige Briefe an eine Freundin» (3 изд. 1878).
Поселившись в Берлине, Линдау стал известным журналистом и влиятельным столичным театральным критиком. Публикуясь на страницах периодических печатных изданий почти ежедневно, он находил время и для более серьезных критических работ, например: «Molière» (1872) и «Alfred de Musset» (5 изд. 1877). Его статьи по литературе и театру были собраны в книгах: «Beiträge zur Litteraturgeschichte der Gegenwart» (Берлин, 1875), «Dramaturgische Blätter» (2-е изд., 1877) и их продолжение (Neue Folge, 1879), «Gesammelte Aufsätze» (2 изд., 1880), «Aus dem litterar. Frankreich» (2-е изд., 1882), «Aus der Hauptstadt» (5-е изд. Дрезден, 1884).

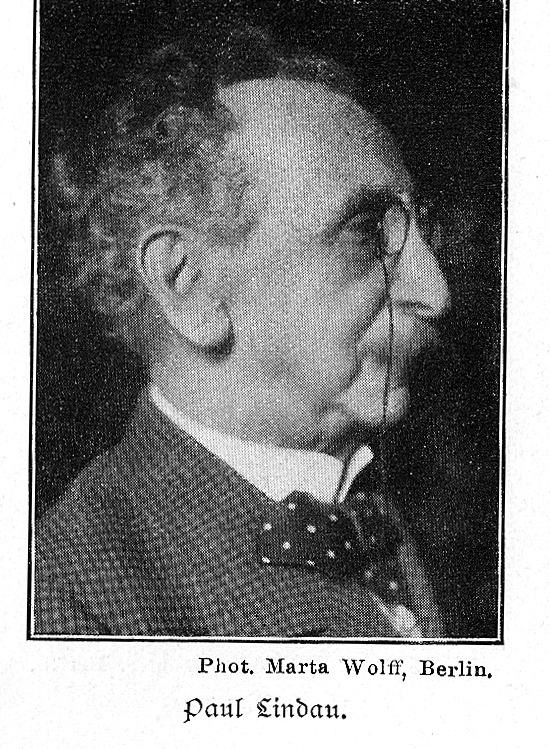
Пауль Линдау

Из пьес Линдау пользовались большим успехом: «Marion» (комедия, 1868), «In diplomatischer Sendung» (комедия, 1872), драмы «Maria und Magdalene», «Diana» (1872), «Tante Therese» (1876), «Johannistrieb» (1878), «Gräfin Lea» (1879), «Ein Erfolg», «Verschämte Arbeit» (1881), «Jungbrunnen» (1882), «Mariannens Mutter» (1883), «Galeotto» (перевод с испанского, l886), «Die beiden Leonoren» (трагикомедия, 1888), «Der Schatten» (1889), «Die Sonne» (пародия-фарс на «Призраки» Ибсена, 1891), «Der Komödiant» (1892), «Der Andere» (1893, экранизирована в 1913 году по его сценарию). По оценке историка литературы А. А. Рейнгольдта, пьесы Пауля Линдау «лишены глубины и художественности, но написаны умно, со знанием сцены». Собрание драматических сочинений писателя под заглавием «Theater» вышло в 1873—1888 гг.
Среди повестей и рассказов Линдау наиболее известны следующие: «Kleine Geschichten» (1871), «Die kranke Köchin», «Die Leibe in Dativ» (1877), «Zwei ernsthafte Geschichten» (1877), «Wie ein Lustspiel entsteht und vergeht» (1877), «Im Fieber» (3-е изд., Бреслау, 1890), «Wunderliche Leute» (1888), «Herr und Frau Bewer» (9-е изд., 1888), «Mayo» (5-е изд., l884), «Helene Jung» (1885; русский перевод в журнале «Наблюдатель», 1887), «Vater Adrian u. andere Geschichten» (1893).
Из задуманной Линдау обширной серии романов из берлинской жизни под общим заглавием «Берлин» вышли следующие части: «Der Zug nach dem Westen» (1886, 7-е изд. 1889, есть русский перевод), «Arme Mädchen» (5-е изд. 1888; русский перевод в «Русском богатстве» 1888, № 9—12, «Spitzen» (1888, 5-е изд. 1890) и «Hängendes Moos» (1893); романы эти вызвали всеобщий читательский интерес.

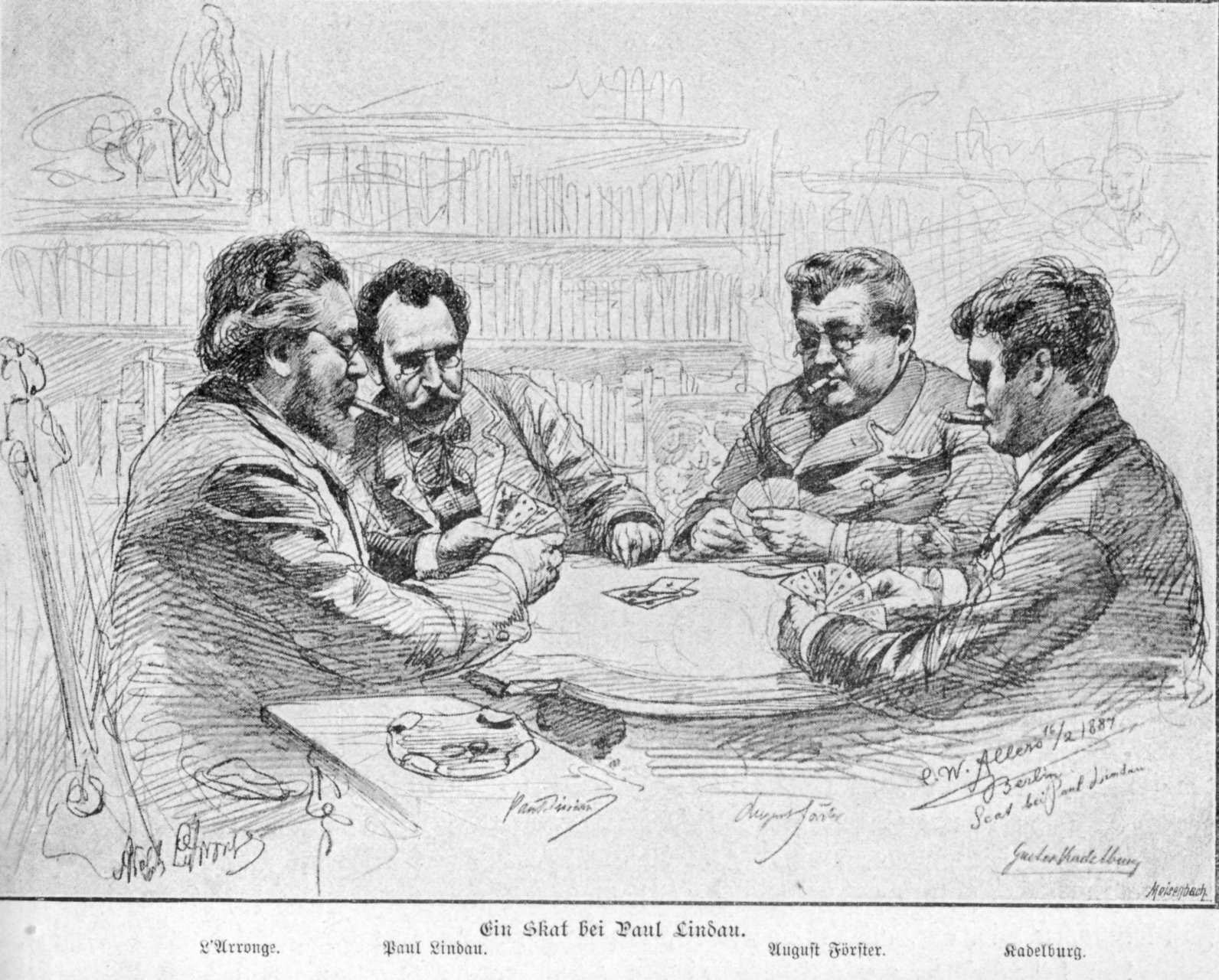
Слева направо: Адольф Л'Арронж, Пауль Линдау, Август Фёрстер и Густав Кадельбург
(рисунок Кристиана Вильгельма Аллерса, 1887)

Из остальных сочинений Линдау произвели большое впечатление памфлеты: «Nüchterne Briefe von Bayreuth» (10-е изд., Бреслау, 1877) и «Bayreuther Briefe vom reinea Thoren Parsifal von Wagner» (5-e изд., 1882).
Свои путешествия Линдау описал в книгах: «Aus dem Orient» (Бреслау, 1889) и «Altes und Neues aus der Neuen Welt» (Бреслау, 1893).
А. А. Рейнгольдт охарактеризовал стиль писателя следующими словами: «Линдау пишет остроумно, легко и занимательно, но у него нет определенных идеалов; его оружие — не убеждение, а холодная насмешка».
Как критик, П. Линдау неоднократно заявлял себя противником натурализма, но в своих поздних романах (например в «Arme Mädchen») и пьесах («Der Andere») он сам пробовал писать в этом ключе.
В качестве представителя берлинской печати, Линдау навлёк на себя обвинение в кумовстве и недобросовестности.

Пауль Линдау умер 31 января 1919 года в городе Берлине. 